# Tonco
Tonco är en ort och kommun i provinsen Asti i regionen Piemonte i Italien. Kommunen hade 809 invånare (2018).